# Bonac-Irazein
Bonac-Irazein är en kommun i departementet Ariège i regionen Occitanien i södra Frankrike. Kommunen ligger  i kantonen Castillon-en-Couserans som ligger i arrondissementet Saint-Girons. År 2022 hade Bonac-Irazein 125 invånare.

## Befolkningsutveckling
Antalet invånare i kommunen Bonac-Irazein
Referens: INSEE